# Parijs-Roubaix 2013
De 111e editie van de wielerklassieker Parijs-Roubaix werd op zondag 7 april 2013 verreden. Fabian Cancellara won de wedstrijd in een sprint met twee van Sep Vanmarcke en op een derde plaats Niki Terpstra.

## Parcours
Het parcours van Parijs-Roubaix 2013 was iets korter dan de editie van 2012 (254 km in plaats van 257,5 km), maar er werden wel meer kilometers over de kasseien gereden (nl. 52,6 km). De bekendste en tevens zwaarste kasseistroken, Trouée d'Arenberg, Mons-en-Pévèle (Pevelenberg) en Carrefour de l'Arbre, maakten nog steeds deel uit van het parcours. Er werden wel enkele nieuwe kasseistroken ingevoerd ten opzichte van de vorige editie, waarvan sector 17 (Wallers à Hélemes aka 'Pont Gibus') en 16 (Hornaing à Wandignies-Hamage, met zijn 3700m de langste) de belangrijkste waren. De aankomst van de 'Hel van het Noorden' lag nog steeds op de legendarische Vélodrome André Pétrieux van Roubaix.

## Kasseistroken
| Sector | Kilometer | Naam                                | Lengte (km) | Zwaarte           |
| ------ | --------- | ----------------------------------- | ----------- | ----------------- |
| 27     | 98,5      | Troisvilles à Inchy                 | 2,2         | * · * · *         |
| 26     | 105       | Viesly à Quiévy                     | 1,8         | * · * · *         |
| 25     | 107,5     | Quiévy à Saint-Python               | 3,7         | * · * · * · *     |
| 24     | 112,5     | Saint-Python                        | 1,5         | * · *             |
| 23     | 120       | Vertain à Saint-Martin-sur-Écaillon | 2,3         | * · * · *         |
| 22     | 130       | Verchain-Maugré à Quérénaing        | 1,6         | * · * · *         |
| 21     | 133       | Quérénaing à Maing                  | 2,5         | * · * · *         |
| 20     | 136,5     | Maing à Monchaux-sur-Écaillon       | 1,6         | * · * · *         |
| 19     | 149,5     | Haveluy à Wallers                   | 2,5         | * · * · * · *     |
| 18     | 158       | Trouée d'Arenberg                   | 2,4         | * · * · * · * · * |
| 17     | 164       | Wallers à Hélesmes (Pont Gibus)     | 1,6         | * · * · *         |
| 16     | 170,5     | Hornaing à Wandignies-Hamage        | 3,7         | * · * · * · *     |
| 15     | 178       | Warlaing à Brillon                  | 2,4         | * · * · *         |
| 14     | 181,5     | Tilloy à Sars-et-Rosières           | 2,4         | * · * · * · *     |
| 13     | 188       | Beuvry-la-Forêt à Orchies           | 1,4         | * · * · *         |
| 12     | 193       | Orchies                             | 1,7         | * · * · *         |
| 11     | 199       | Auchy-lez-Orchies à Bersée          | 2,6         | * · * · * · *     |
| 10     | 205       | Mons-en-Pévèle                      | 3,0         | * · * · * · * · * |
| 9      | 211       | Mérignies à Avelin                  | 0,7         | * · *             |
| 8      | 214,5     | Pont-Thibaut à Ennevelin            | 1,4         | * · * · *         |
| 7      | 220,5     | Templeuve (Moulin de Vertain)       | 0,5         | * · *             |
| 6      | 227       | Cysoing à Bourghelles               | 1,3         | * · * · *         |
| 6      | 229,5     | Bourghelles à Wannehain             | 1,1         | * · * · *         |
| 5      | 234       | Camphin-en-Pévèle                   | 1,8         | * · * · * · *     |
| 4      | 236,5     | Carrefour de l'Arbre                | 2,1         | * · * · * · * · * |
| 3      | 239       | Gruson                              | 1,1         | * · *             |
| 2      | 246       | Willems à Hem                       | 1,4         | * · *             |
| 1      | 253       | Roubaix (Espace Charles Crupelandt) | 0,3         | *                 |

## Deelnemende ploegen
| 19 UCI World Tour-ploegen | 19 UCI World Tour-ploegen | 19 UCI World Tour-ploegen | 6 wildcards                  |
| ------------------------- | ------------------------- | ------------------------- | ---------------------------- |
| AG2R-La Mondiale          | FDJ                       | Omega Pharma-Quick Step   | Bretagne-Séché Environnement |
| Argos-Shimano             | Team Garmin-Sharp         | Orica-GreenEdge           | Cofidis, Solutions Crédits   |
| Astana Pro Team           | Lampre-Merida             | RadioShack-Leopard        | IAM Cycling                  |
| Blanco Pro Cycling        | Lotto-Belisol             | Saxo-Tinkoff              | Sojasun                      |
| BMC Racing Team           | Katjoesja Team            | Sky ProCycling            | Europcar                     |
| Cannondale Pro Cycling    | Team Movistar             | Vacansoleil-DCM           | Team NetApp-Endura           |
| Euskaltel-Euskadi         |                           |                           |                              |

## Uitslag
| Parijs-Roubaix 2013 |                     |                        |          |
| Plaats              | Naam                | Ploeg                  | Tijd     |
| Winnaar             | Fabian Cancellara   | RadioShack-Leopard     | 5h45'33" |
| 2                   | Sep Vanmarcke       | Blanco Pro Cycling     | z.t.     |
| 3                   | Niki Terpstra       | Omega Pharma-Quickstep | + 31"    |
| 4                   | Greg Van Avermaet   | BMC Racing Team        | z.t.     |
| 5                   | Damien Gaudin       | Team Europcar          | z.t.     |
| 6                   | Zdeněk Štybar       | Omega Pharma-Quickstep | + 39"    |
| 7                   | Sebastian Langeveld | Orica-GreenEdge        | z.t.     |
| 8                   | Juan Antonio Flecha | Vacansoleil-DCM        | z.t.     |
| 9                   | Alexander Kristoff  | Team Katjoesja         | + 50"    |
| 10                  | Sébastien Turgot    | Team Europcar          | z.t.     |
| 11                  | Heinrich Haussler   | IAM Cycling            | z.t.     |
| 12                  | Bernhard Eisel      | Team Sky               | z.t.     |
| 13                  | Maarten Wynants     | Blanco Pro Cycling     | z.t.     |
| 14                  | Lars Boom           | Blanco Pro Cycling     | z.t.     |
| 15                  | Matti Breschel      | Team Saxo-Tinkoff      | z.t.     |
| 16                  | Björn Leukemans     | Vacansoleil-DCM        | z.t.     |
| 17                  | Steve Chainel       | AG2R-La Mondiale       | z.t.     |
| 18                  | Maarten Tjallingii  | Blanco Pro Cycling     | z.t.     |
| 19                  | Sylvain Chavanel    | Omega Pharma-Quickstep | z.t.     |
| 20                  | Stijn Vandenbergh   | Omega Pharma-Quickstep | z.t.     |